# Lepechiniella sarawschanica
Lepechiniella sarawschanica är en strävbladig växtart som först beskrevs av Vladimir Ippolitovich Lipsky, och fick sitt nu gällande namn av Mikhail Grigoríevič Popov. Lepechiniella sarawschanica ingår i släktet Lepechiniella och familjen strävbladiga växter. Inga underarter finns listade i Catalogue of Life.